# Perimys
Perimys — це вимерлий рід новоепіблемідних гризунів, який жив з раннього до пізнього міоцену на території сучасної Південної Америки. Скам'янілості були знайдені в формаціях Серро-Бандера, Серро-Болеадорас, Ітузаінго, Санта-Крус і Сарм'єнто в Аргентині, а також у формаціях Галера Санта-Крус і Ріо-Фріас у Чилі.

## Опис
Періміс був гризуном середнього чи великого розміру. Perimys можна відрізнити від інших кавіоморфів за наявністю еугіпсодонтних і білофодонтних зубів, причому гіпофлексус/ід є помітно ширшим і наповненим більшою кількістю цементу, ніж у Prolagostomus і Pliolagostomus. В результаті зуби Perimys мають U-подібний оклюзійний контур.